# Anya e il suo fantasma
Anya e il suo fantasma (Anya's Ghost) è un fumetto scritto e disegnato dall'autrice statunitense di origine russa Vera Brosgol. L'opera è stata pubblicata in lingua originale nel 2011, mentre in Italia è stata pubblicata per la prima volta nel 2013 dalla casa editrice Bao.
Nel 2012 questa graphic novel si è aggiudicata un Eisner Award come "Miglior pubblicazione per giovani adulti" e un Harvey Award come "Miglior pubblicazione grafica originale per giovani lettori".

## Trama
L'adolescente Anya, sebbene si è trasferita dalla Russia negli Stati Uniti ormai da anni insieme alla madre e al fratellino, si sente un pesce fuor d'acqua nella nuova realtà, a scuola non è particolarmente brava e la sua unica amica è l'eccentrica Siobhan.
Un giorno, passeggiando in un boschetto, Anya precipita in un pozzo. Qui, stupita e terrorizzata, trova uno scheletro. Dalle ossa prende corpo il fantasma di Emily, una ragazzina caduta e morta in quel luogo novanta anni prima, mentre cercava di fuggire da un pericoloso criminale che aveva appena assassinato i suoi genitori. Emily è impossibilitata ad abbandonare il fondo del pozzo, in quanto per qualche ragione sconosciuta non può allontanarsi dalle proprie spoglie mortali.
Anya, aiutata da due passanti, riesce a uscire dal pozzo e promette a Emily di scoprire che fine abbia fatto il suo assassino. Emily, di nascosto, fa cadere un frammento del suo scheletro nella borsa di Anya, riuscendo così a uscire finalmente da quella profonda buca.
Emily, facendo credere ad Anya che quel frammento d'osso sia caduto casualmente nella sua borsa, comincia ad accompagnarla a scuola tutti i giorni, aiutandola a copiare i compiti in classe e a farsi nuovi amici. In particolare, Emily cerca di fare in modo che Anya si faccia notare da Sean, ragazzo di cui Anya è segretamente infatuata.
Inizialmente l'aiuto di Emily si rivela importante: i voti scolastici di Anya migliorano sensibilmente e riesce anche a fare amicizia con Sean. Quando però, durante una festa, Anya scopre che Sean non è il bravo ragazzo che immaginava e decide di non vederlo più, Emily s'infuria accusandola di aver rovinato tutto. Da quel momento, Emily diventa sempre più invadente e aggressiva: vuole decidere come Anya si debba vestire e chi debba frequentare.
Di nascosto Anya si reca in biblioteca e attraverso una ricerca scopre la terribile verità: novant'anni prima Emily, impazzita per la gelosia, aveva bruciato vivi l'ex-fidanzato e la sua nuova amante. La vicenda della fuga dall'assassino era quindi tutta una menzogna. Anya dice al fantasma di aver scoperto la verità sul suo conto e decide che deve andarsene da casa. Anya quindi cerca l'osso dello scheletro per ributtarlo nel pozzo, ma non lo trova. Emily infatti lo ha nascosto, e fa capire ad Anya che se cercherà di trovarlo ucciderà i suoi familiari.
Una notte Emily si palesa davanti al fratellino di Anya, spaventandolo. Anya corre in suo aiuto e scopre che lui ha trovato l'osso. Anya se ne impossessa e corre, inseguita da Emily, fino al boschetto. Dopo uno scontro, più verbale che fisico, Anya scaglia l'osso nel pozzo, mentre la ragazza fantasma si dissolve dopo essersi resa conto che quanto invidia del mondo reale non è che una sua fantasia ed idealizzazione. Nei giorni successivi, Anya farà intervenire una squadra di operai affinché interrino la pericolosa buca. Infine la protagonista decide di recuperare l'amicizia di Siobhan, che aveva accantonato.

## Edizioni
- Vera Brosgol, Anya e il suo fantasma, traduzione a cura di Caterina Marietti, Bao, 2013,  p. 223, ISBN 978-88-6543-144-3.